# Santa
Santa (mađ. Szántópuszta, Szántópuszta tanya, Szántó) je selo u jugoistočnoj Mađarskoj.

## Zemljopisni položaj
Dušnok je sjeverno, Čikuzda je južno, Nadvar je istočno-jugoistočno, Dunav je zapadno. Južno je kanal Karasica-főcsatorna.

## Upravna organizacija
Upravno pripada bajskoj mikroregiji u Bačko-kiškunskoj županiji. Poštanski broj je 6346. Pripada Čikuzdi, a nekad je pripadala Nadvaru (Dudvaru).

## Promet
Zapadno od sela je državna cestovna prometnica br. 51 koja povezuje Čikuzdu i Dušnok. Južno od sela je kanal Karasica-főcsatorna.

## Stanovništvo
2001. je godine u Santi živilo 31 stanovnika.